# Charles Renouard de La Touanne
Charles Renouard de La Touanne (mort le 4 juin 1701), trésorier de l'Extraordinaire des guerres, était un financier français du début du XVIIIe siècle, à la fin du règne de Louis XIV.

## Biographie
Fils d'un receveur des tailles de Montdidier, il devient un des secrétaire du roi et contrôleur des finances de la généralité d'Orléans en 1675, au moment où sont créés des affermages par le roi. Dix ans plus tard, en 1685, il est trésorier de l'Extraordinaire des guerres, poste qui l'amène à investir dans la ferme du tabac, la ferme de l'abbaye royale de Saint-Denis et dans des expéditions corsaires.
En 1699, il commande à l'architecte Jean Baptiste Bullet les plans d'un château sur la terre de Champs, qu'il vient d'acquérir et en 1700 son fils épouse la nièce de Bontemps, le premier valet et homme de confiance de Louis XIV. Le 4 juin 1701 (18 juillet sur les registres de Champs), totalement ruiné, il meurt d'une syncope alors que ses créanciers viennent le saisir.
Le château de Champs-sur-Marne lui est confisqué en 1703 par un autre financier du roi Paul Poisson de Bourvallais, car son « faste insolent révolta longtemps les honnêtes gens », selon des auteurs de l'époque, alors qu'il avait fait faillite sans rembourser tous ses créanciers. Il avait aussi eu le temps de réunir un cabinet de curiosités dans son hôtel du 24, rue neuve Saint-Augustin à Paris.